# Arquidiocese de Bucaramanga
A Arquidiocese de Bucaramanga (Archidiœcesis Bucaramanguensis) é uma circunscrição eclesiástica da Igreja Católica situada em Bucaramanga, Colômbia. Seu atual arcebispo é Ismael Rueda Sierra. Sua Sé é a Catedral da Sagrada Família de Bucaramanga.
Possui 109 paróquias servidas por 274 padres, contando com 1.498.200 habitantes, com 96,1% da população jurisdicionada batizada.

## História
A diocese de Bucaramanga foi erigida em 17 de dezembro de 1952 pela bula Cum sit latior do Papa Pio XII, recebendo o território da diocese de Nueva Pamplona (hoje arquidiocese). Originalmente era sufragânea da arquidiocese de Bogotá.
Em 7 de novembro de 1953, pela carta apostólica Centesimo fere, o Papa Pio XII proclamou a Virgem Maria Imaculada padroeira principal da diocese.
Em 29 de maio de 1956, tornou-se parte da província eclesiástica da arquidiocese de Nueva Pamplona.
Em 14 de dezembro de 1974 foi elevada à arquidiocese metropolitana pela bula Qui divino consilio do Papa Paulo VI.
Em julho de 1986, a arquidiocese recebeu a visita pastoral do Papa João Paulo II.
Em 7 de julho de 1987, ele cedeu uma parte de seu território para o benefício da ereção da diocese de Málaga-Soatá.

## Prelados
| #                 | Nome                               | Período    | Notas                               |
| Arcebispos        | Arcebispos                         | Arcebispos | Arcebispos                          |
| ----------------- | ---------------------------------- | ---------- | ----------------------------------- |
| 4º                | Ismael Rueda Sierra                | 2009-atual |                                     |
| 3º                | Víctor Manuel López Forero         | 1998-2009  |                                     |
| 2º                | Darío Castrillón Hoyos †           | 1992-1996  |                                     |
| 1º                | Héctor Rueda Hernández †           | 1974-1991  | Nomeado Arcebispo de Medellín       |
| Bispos auxiliares |                                    |            |                                     |
|                   | Juan Vicente Cordoba Villota, S.J. | 2004-2011  | Nomeado Bispo de Fontibón           |
|                   | Héctor Cubillos Peña               | 2002-2004  | Nomeado Bispo de Zipaquirá          |
|                   | Isaías Duarte Cancino              | 1985-1988  | Nomeado Bispo de Apartadó           |
| Bispos            |                                    |            |                                     |
| 2º                | Héctor Rueda Hernández †           | 1960-1974  |                                     |
| 1º                | Aníbal Muñoz Duque †               | 1952-1959  | Nomeado Arcebispo de Nueva Pamplona |